# Relations entre le Nigeria et Taïwan
Les relations entre le Nigeria et Taïwan désignent les relations internationales s'exerçant entre, d'une part, la république fédérale du Nigeria, et de l'autre, la république de Chine.
En l'absence de relations diplomatiques officielles entre les deux États, chacun d'entre eux est représenté auprès de l'autre par un bureau de représentation.

## Relations diplomatiques
En 1960, les gouvernements de Taipei et de Pékin, pour le compte de la république de Chine et de la république populaire de Chine, ouvrent leur politique étrangère aux nouveaux États indépendants d'Afrique, chacun afin d'affirmer son statut et sa reconnaissance sur la scène internationale vis-à-vis de l'autre. Cette offensive diplomatique s'inscrit également dans un contexte de Guerre froide, celle de Taïwan étant vue dans le bloc de l'Ouest comme une lutte contre la montée du communisme. Le Nigeria établira, quelques années après son indépendance, des relations diplomatiques avec la république populaire de Chine.
Le 25 octobre 1971, le Nigeria se prononce en faveur de la résolution 2758 de l'Assemblée générale des Nations unies, qui sera alors adoptée, actant l'intégration de la république populaire de Chine aux Nations unies aux dépens de la république de Chine.
Le 21 février 1991, un bureau de représentation de Taipei est ouvert dans la capitale nigériane Lagos, sous le nom de « Mission commerciale » et entre en activité le 18 août. En contrepartie, le bureau nigérian à Taïwan ouvre à Taipei en novembre 1992. Le 1er septembre 2001, le bureau taïwanais déménage à Abuja, devenue entre-temps la nouvelle capitale du Nigéria.
En 2017, les instances nigérianes demandent le déménagement du bureau de représentation de Taipei basé à Abuja, capitale du pays, vers Lagos, ancienne capitale, en accord avec sa politique d'une seule Chine ; le changement est effectif le 7 décembre 2017, tandis que le bureau est renommé « Bureau commercial ». Par réciprocité, le bureau nigérian à Taïwan est transféré de la capitale Taipei vers la municipalité voisine du Nouveau Taipei, en mars 2018,.